# Y bối mẫu
Fritillaria pallidiflora là một loài thực vật có hoa trong họ Liliaceae. Loài này được Schrenk miêu tả khoa học đầu tiên năm 1841.